# Sainte-Florence (Vendée)
Sainte-Florence és un municipi francès situat al departament de Vendée i a la regió de País del Loira. L'any 2007 tenia 992 habitants.

## Demografia

### Població
El 2007 la població de fet de Sainte-Florence era de 992 persones. Hi havia 384 famílies de les quals 84 eren unipersonals (64 homes vivint sols i 20 dones vivint soles), 140 parelles sense fills, 152 parelles amb fills i 8 famílies monoparentals amb fills.
La població ha evolucionat segons el següent gràfic:
Habitants censats

### Habitatges
El 2007 hi havia 410 habitatges, 386 eren l'habitatge principal de la família, 9 eren segones residències i 15 estaven desocupats. 403 eren cases i 5 eren apartaments. Dels 386 habitatges principals, 292 estaven ocupats pels seus propietaris, 93 estaven llogats i ocupats pels llogaters i 1 estava cedit a títol gratuït; 8 tenien dues cambres, 56 en tenien tres, 106 en tenien quatre i 216 en tenien cinc o més. 320 habitatges disposaven pel capbaix d'una plaça de pàrquing. A 151 habitatges hi havia un automòbil i a 212 n'hi havia dos o més.

### Piràmide de població
La piràmide de població per edats i sexe el 2009 era:
| Homes | Edats   | Dones |
| ----- | ------- | ----- |
| 0     | 95 o +  | 0     |
| 0     | 90 a 94 | 0     |
| 8     | 85 a 89 | 4     |
| 0     | 80 a 84 | 8     |
| 12    | 75 a 79 | 16    |
| 12    | 70 a 74 | 28    |
| 12    | 65 a 69 | 16    |
| 20    | 60 a 64 | 8     |
| 12    | 55 a 59 | 24    |
| 48    | 50 a 54 | 28    |
| 20    | 45 a 49 | 28    |
| 28    | 40 a 44 | 12    |
| 48    | 35 a 39 | 64    |
| 24    | 30 a 34 | 20    |
| 40    | 25 a 29 | 40    |
| 16    | 20 a 24 | 12    |
| 16    | 15 a 19 | 32    |
| 24    | 10 a 14 | 32    |
| 36    | 5 a 9   | 32    |
| 24    | 0 a 4   | 44    |

## Economia
El 2007 la població en edat de treballar era de 664 persones, 562 eren actives i 102 eren inactives. De les 562 persones actives 548 estaven ocupades (306 homes i 242 dones) i 14 estaven aturades (4 homes i 10 dones). De les 102 persones inactives 46 estaven jubilades, 42 estaven estudiant i 14 estaven classificades com a «altres inactius».

### Ingressos
El 2009 a Sainte-Florence hi havia 415 unitats fiscals que integraven 1.109,5 persones, la mediana anual d'ingressos fiscals per persona era de 17.466 €.

### Activitats econòmiques
Dels 57 establiments que hi havia el 2007, 3 eren d'empreses extractives, 1 d'una empresa alimentària, 1 d'una empresa de fabricació de material elèctric, 9 d'empreses de fabricació d'altres productes industrials, 4 d'empreses de construcció, 10 d'empreses de comerç i reparació d'automòbils, 6 d'empreses de transport, 2 d'empreses d'hostatgeria i restauració, 11 d'empreses financeres, 1 d'una empresa immobiliària, 5 d'empreses de serveis, 2 d'entitats de l'administració pública i 2 d'empreses classificades com a «altres activitats de serveis».
Dels 11 establiments de servei als particulars que hi havia el 2009, 4 eren tallers de reparació d'automòbils i de material agrícola, 1 taller d'inspecció tècnica de vehicles, 1 paleta, 1 guixaire pintor, 2 fusteries, 1 perruqueria i 1 restaurant.
L'únic establiment comercial que hi havia el 2009 era una botiga de menys de 120 m².
L'any 2000 a Sainte-Florence hi havia 27 explotacions agrícoles que ocupaven un total de 931 hectàrees.

## Equipaments sanitaris i escolars
El 2009 hi havia una escola elemental.

## Poblacions més properes
El següent diagrama mostra les poblacions més properes.